# Lijst van voetbalinterlands Antigua en Barbuda - Saint Kitts en Nevis
Deze lijst van voetbalinterlands is een overzicht van alle officiële voetbalwedstrijden tussen de nationale teams van Antigua en Barbuda en Saint Kitts en Nevis. De landen speelden tot op heden achttien keer tegen elkaar. De eerste ontmoeting was een vriendschappelijke wedstrijd op 14 november 1993 in Saint John's. Het laatste duel, eveneens een vriendschappelijke wedstrijd, vond plaats in Basseterre op 27 augustus 2019.

## Wedstrijden
| №  | Plaats       | Datum             | Competitie                      | Wedstrijd                              | Uitslag |
| -- | ------------ | ----------------- | ------------------------------- | -------------------------------------- | ------- |
| 1  | Saint John's | 14 november 1993  | Vriendschappelijk               | Antig. en Barb. − Saint Kitts en Nevis | 3 − 0   |
| 2  | Basseterre   | 30 april 1995     | Caribbean Cup 1995 kwalificatie | Saint Kitts en Nevis − Antig. en Barb. | 1 − 1   |
| 3  | Saint John's | 21 mei 1995       | Caribbean Cup 1995 kwalificatie | Antig. en Barb. − Saint Kitts en Nevis | 2 − 2   |
| 4  | Saint John's | 4 maart 2001      | Caribbean Cup 2001 kwalificatie | Antig. en Barb. − Saint Kitts en Nevis | 2 − 2   |
| 5  | Basseterre   | 29 oktober 2002   | Vriendschappelijk               | Saint Kitts en Nevis − Antig. en Barb. | 1 − 1   |
| 6  | Saint John's | 1 februari 2004   | Vriendschappelijk               | Antig. en Barb. − Saint Kitts en Nevis | 1 − 0   |
| 7  | Basseterre   | 21 maart 2004     | Vriendschappelijk               | Saint Kitts en Nevis − Antig. en Barb. | 2 − 3   |
| 8  | Basseterre   | 4 november 2004   | Caribbean Cup 2005 kwalificatie | Saint Kitts en Nevis − Antig. en Barb. | 2 − 0   |
| 9  | Saint John's | 24 september 2006 | Caribbean Cup 2007 kwalificatie | Antig. en Barb. − Saint Kitts en Nevis | 1 − 0   |
| 10 | Basseterre   | 18 november 2007  | Vriendschappelijk               | Saint Kitts en Nevis − Antig. en Barb. | 3 − 0   |
| 11 | Saint John's | 1 december 2007   | Vriendschappelijk               | Antig. en Barb. − Saint Kitts en Nevis | 2 − 0   |
| 12 | Saint John's | 8 juni 2008       | Vriendschappelijk               | Antig. en Barb. − Saint Kitts en Nevis | 2 − 0   |
| 13 | Macoya       | 9 november 2008   | Caribbean Cup 2008 kwalificatie | Saint Kitts en Nevis − Antig. en Barb. | 3 − 4   |
| 14 | Basseterre   | 28 augustus 2010  | Vriendschappelijk               | Saint Kitts en Nevis − Antig. en Barb. | 1 − 1   |
| 15 | Basseterre   | 3 maart 2012      | Vriendschappelijk               | Saint Kitts en Nevis − Antig. en Barb. | 1 − 0   |
| 16 | Basseterre   | 29 maart 2016     | Caribbean Cup 2017 kwalificatie | Saint Kitts en Nevis − Antig. en Barb. | 1 − 0   |
| 17 | Basseterre   | 25 augustus 2019  | Vriendschappelijk               | Saint Kitts en Nevis − Antig. en Barb. | 3 − 0   |
| 18 | Basseterre   | 27 augustus 2019  | Vriendschappelijk               | Saint Kitts en Nevis − Antig. en Barb. | 4 − 3   |

## Samenvatting
| Competitie                 | Totaal gespeeld | Winst Antig. en Barb. | Gelijk | Winst St. Kitts-Nev. | Doelsaldo Antig. en Barb. – St. Kitts-Nev. |
| -------------------------- | --------------- | --------------------- | ------ | -------------------- | ------------------------------------------ |
| Caribbean Cup-kwalificatie | 7               | 2                     | 3      | 2                    | 10 − 11                                    |
| Vriendschappelijk          | 11              | 5                     | 2      | 4                    | 16 − 15                                    |
| Totaal                     | 18              | 7                     | 5      | 6                    | 26 − 26                                    |